# Криптоанализ
Криптоанализът (от гръцки: κρυπτανάλυση – „скрит“ и „анализ“) е наука за методите на получаване на изходното значение на зашифрована информация, без да е на разположение секретната информация (тоест ключ), необходима за това. В повечето случаи под това се разбира намирането, откриването на ключа. В нетехнически смисъл, криптоанализът е разбиването на шифъра (кода). Терминът е бил въведен от американския криптограф Уилям Фридман през 1920 г.
Действията за криптоанализ на конкретен шифър се наричат криптографска атака. Успешната криптографска атака, напълно разкриваща атакуемия шифър, се нарича разбиване или откриване.
Макар целта винаги да е била една и съща, методите и техниките на криптоанализа са се променили драстично в хода на историята, адаптирайки се към все по-голяма сложност. Методите за разбиване на съвременните криптосистеми често включват математически задачи, най-известната от които е разлагането на естествени числа в произведение от прости множители.